# Габибов, Нуреддин Давуд оглы
Нуреддин Давудович Габибов (5 мая 1923 — 4 февраля 2006) — доктор искусствоведения, профессор, член Союза художников СССР. Искусствовед, критик.

## Биография
Родился в 1923 году в лезгинском селе Хазра (лезг. Яргун, ныне — Кусарского района). После окончания школы и Кубинского педагогического училища (1940) работал преподавателем. С 1940 по 1942 гг. был сотрудником и ответственным секретарём редакции районной газеты «Красный Гусар», откуда и был призван на фронт. Воевал в Крыму и на Кавказе, был ранен под Керчью. После излечения в госпитале в 1945 году, демобилизовался. Награждён орденом «Отечественной войны I степени», медалями «За боевые заслуги», «За оборону Кавказа», «За победу над Германией», «60 лет Победы в ВОВ».
В 1946 году поступил в Азербайджанский государственный университет им. С. М. Кирова, а через год за хорошую учёбу был переведён в Ленинградский государственный университет (ныне Санкт-Петербургский государственный университет) на отделение «истории искусств» исторического факультета, который он в 1951 году окончил с отличием. На протяжении учебы, будучи студентом, он работал в Государственной публичной библиотеке им. М. Е. Салтыкова-Щедрина (ныне Российская национальная библиотека). Его данные зафиксированы в биографическом словаре «Сотрудники Российской национальной библиотеки — деятели науки и культуры: Т. 3. Государственная Публичная библиотека в Ленинграде — Государственная Публичная библиотека им. М. Е. Салтыкова-Щедрина, 1931—1945. СПб., 2003».
По возвращении в Баку с 1951 по 1962 гг. Н. Д. Габибов работал преподавателем и заведующим учебной частью в Азербайджанском художественном училище им. А. Азимзаде. В 1952 году стал членом Союза художников СССР, в дальнейшем был избран членом правления СХ и председателем секции критики СХ Азербайджана (1990).
В 1952—55 гг. Габибов был собственным корреспондентом газеты «Советское искусство» по Азербайджанской ССР. В эти же годы он работал в должности заведующего отделом изобразительного искусства Министерства культуры Азербайджанской ССР, позже, инструктором ЦК КП Азербайджана.
В 1953—1956 годах учился, затем окончил аспирантуру АН Азербайджанской ССР. В 1958 году защитил кандидатскую, а в 1970 году — докторскую диссертации, посвящённые истории азербайджанской живописи и графики. Научным руководителем был доктор философских наукМоисей Каган.
Научная деятельность Н. Д. Габибова была достаточна обширна, но центром её стал Институт архитектуры и искусства АН Азербайджана, куда он пришёл аспирантом, а позднее стал заведующим отдела. На протяжении жизни занимался научным исследованием широкого спектра проблем искусствоведения, искусствознания, эстетики и культурологи, издав свыше 400 монографий, каталогов, статей, посвящённых истории азербайджанского искусства, анализу эстетических вопросов и актуальных проблем художественной критики. Он был консультантом редакции искусства Азербайджанской энциклопедии 10-томника «История Азербайджана».
Владея азербайджанским и русским языками, создал множество книг и монографий о творчестве Азима Азимзаде, Бахруза Кенгерли, Микаила Абдуллаева, Саттара Бахлулзаде, Таира Салахова, Бёюкага Мирзазаде, Марала Рахманзаде, Гасана Ахвердиева, Гусейна Алиева, Асафа Джафарова и других. Была издана в Москве книга «Изобразительное искусство Азербайджанской ССР». В области теории искусствознания выделяются книги «О художественном вкусе» и «Об изобразительном искусстве», ставшие учебными пособиями. Как искусствовед, Габибов интересовался смежными темами, пример этому книга — «Мир Физули в изобразительном искусстве». Печатные труды учёного были изданы в Баку, Москве, Ленинграде, Софии, Лейпциге, Берлине. За свои искусствоведческие заслуги неоднократно был удостоен наград Союза художников СССР.
За многолетнюю педагогическую деятельность в Азербайджанской государственной консерватории и Азербайджанском университете культуры и искусств, получил звание профессора искусствоведения. Руководил научной подготовкой кадров, аспирантов. Был руководителем более 10 кандидатов искусствоведения, оппонентом по защите кандидатских и докторских диссертаций. Участвовал в деятельности Высшей Аттестационной комиссии, являясь членом совета.
Габибов сотрудничал с Министерством культуры, Союзом художников, был почётным членом научного и экспертного совета Азербайджанского национального музея искусств, принимая участие в научной, издательской деятельности музея.
Участвовал в научных конференциях, семинарах, посетил многие музеи Нью-Йорка, Лондона, Парижа, Мадрида, Рима, Афин, Каира и других городов Европы, Азии, Америки. Чаще всего посещал Санкт-Петербург, считая своей второй родиной.

## Избранные труды
- "Сотрудники Российской национальной библиотеки — деятели науки и культуры: Т. 3. Государственная Публичная библиотека в Ленинграде — Государственная Публичная библиотека им. М. Е. Салтыкова-Щедрина, 1931—1945. СПб., 2003.
- Габибов Н. Д. Микаил Абдуллаев. — М.: Советский художник, 1956.
- Габибов Н. Д. Беюк Ага Мирзазаде. — М.: Советский художник, 1959.
- Габибов Н. Д. Искусство Советского Азербайджана. Живопись. Скульптура. Графика: очерки. — М.: Искусство, 1960.
- Габибов Н. Д. О художественном вкусе. — Баку, 1962.
- Габибов Н. Д. Роль русского советского искусства в развитии азербайджанской советской живописи // Искусство Азербайджана. — Баку, 1963. — В. 9.
- Габибов Н. Д. Надир Абдурахманов. — М.: Советский художник, 1965.
- Габибов Н. Д. Искусство Советского Азербайджана. Живопись, скульптура, графика. — М.: Советский художник, 1970.
- Габибов Н. Д. Садых Шарифзаде. — Баку: Азернешр, 1973.
- Габибов Н. Д. Национальное и интернациональное в изобразительном искусстве Азербайджана // Вопросы советского изобразительного искусства и архитектуры, Вып. III. — М.: Советский художник, 1976.
- Габибов Н. Д. Искусство Азербайджанской ССР // Искусство народов СССР. — М.: Изобразительное искусство, 1977. — Т. 8.
- Габибов Н. Д. Изобразительное искусство Азербайджанской ССР. — М.: Советский художник, 1978.
- Габибов Н. Д. Асаф Джафаров. — М.: Советский художник, 1981.
- Габибов Н. Д. Живопись советского Азербайджана / Институт архитектуры и искусства АН Азербайджанской ССР. — Баку: Элм, 1982.
- Габибов Н. Д. Живопись Советского Азербайджана — М.: Советский художник, 1986.
- Габибов Н. Д. Мир Физули в изобразительном искусстве. — Баку, 1996.
- Габибов Н. Д. Бехруз Кенгерли. — Баку, 2005.
- Габибов Н. Д. Азим Азимзаде. — Баку, 2006.